# ベネショフ
ベネショフ （チェコ語:Benešov [ˈbɛnɛʃof]、ドイツ語:Beneschauベネシャウ）は、チェコ、中央ボヘミア州の自治体。プラハの南東約37km地点にある。

## 歴史

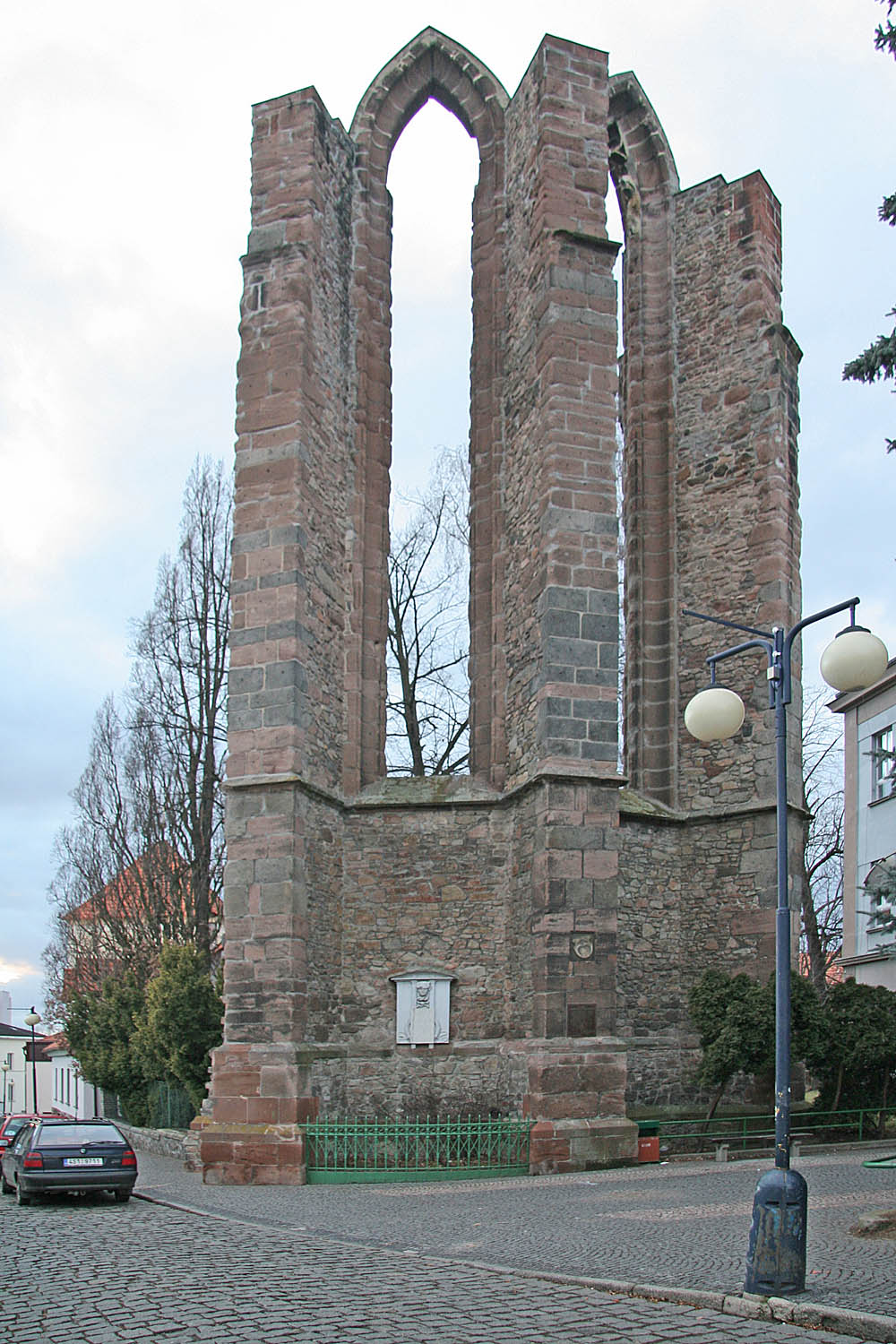
カルロヴェーにあるかつての修道院跡

かつて無人であったプラハ南部に、プシェミスル朝期の11世紀になって植民が行われた。ベネショフ最古の場所はカルロヴェーと呼ばれる荘園で、教会と村がその周囲にできた。ベネショフ建設後、町の中心は現在のマサリク広場へ移った。カルロヴェーにはコンベンツァル聖フランシスコ修道会の修道院が建設され、やがてプラハ司教トビアーシュが所有者となった。彼は町から2kmほど離れた場所にコノピシュツェ城を築いた。14世紀、ベネショフは貴族シュテルンベルク家の所有となった。シュテルンベルク家の紋章である青地に描かれた黄金の八星形は、ベネショフの紋章として現在も残っている。1420年、ヤン・ジシュカはベネショフの修道院を燃やし、プラハへ向かった。
中世後期のベネシャウは、数々の外交交渉の舞台となった。1451年、1473年にはボヘミア王国議会が開かれている。15世紀から16世紀のベネシャウは経済成長を遂げた。プラハ＝リンツ間の街道沿いに位置したためである。16世紀終わりから、町の所有者は数回変わった。三十年戦争中には、ポーランド軍とスウェーデン軍が町を荒らした。カトリック再改宗と教育向上のため、1703年にピアリスト会派の高等学校がベネショフで開校した。
1871年、ベネシャウに鉄道が敷かれた。
第一次世界大戦末期、ベネシャウはオーストリア帝国の駐屯地であった。第二次世界大戦中には、武装親衛隊の訓練地帯（de）に含まれていた。

## 姉妹都市
- クリン、ロシア
- サンタニェス、フランス

## 出身者
- イジー・シュタイネル